# Алваро Рекоба
Алваро Александер Рекоба Риверо (шп. Álvaro Alexánder Recoba Rivero; Монтевидео, 17. март 1976) бивши је уругвајски фудбалер који је играо на позицији офанзивног везног играча. Тренутно ради као тренер Насионала.

## Каријера
Каријеру је започео у млађим погонима Данубија, одакле је после прекомандован у а-тим где је одиграо две сезоне. 1996. године прелази у Насионал где је одиграо добру сезону која га је препоручила за Интер.
Године у Интеру су његове најбоље играчке године. Током 10 сезона колико је провео у том клубу имао је успона и падова. Ипак запамћен је као играч са препознатљивим шутем левом ногом, добар дриблер, асистент и извођач слободних удараца. На дебију за Интер 31. августа 1997. године против Бреше (2—1) где је ушао као замена Рекоба је постигао два гола у последњих десет минута, први са двадесетак метара и други из слободног ударца са преко 35 m.
Током ангажмана у Интеру био је у на позајмици у Венецији и Торину, 1999 односно 2007. године. 2008. године потписује уговор са грчким клубом Паниониосом у коме је провео једну сезону која је и поред доброг старта била обележена повредама, иначе главним проблемом који га је пратио током читаве каријере. 
Године 2009. после неуспешних преговора око продужења уговора са Паниониосом, враћа се у домовину и то у клуб у коме је почео Данубио.

## Репрезентација
За репрезентацију је дебитовао јануара 1995. године у пријатељском мечу против Шпаније.
Био је део тима који је наступао на Светском првенству у Јужној Кореји и Јапану. Тамо је у последњем мечу против Сенегала постигао погодак, који је био недовољан за даљи пролаз. Наступао је и за селекцију која је дошла до полуфинала Купа Америке 2007. године. 
За репрезентацију Уругваја је одиграо 69 мечева и постигао 11 голова.

## Трофеји

### Интер
- Првенство Италије (2) : 2005/06, 2006/07.
- Куп Италије (2) : 2004/05, 2005/06.
- Суперкуп Италије (2) : 2005, 2006.
- Куп УЕФА (1) : 1997/98.

### Насионал
- Првенство Уругваја (2) : 2011/12, 2014/15.